# Dolichopus luoshanensis
Dolichopus luoshanensis är en tvåvingeart som beskrevs av Yang och Saigusa 1999. Dolichopus luoshanensis ingår i släktet Dolichopus och familjen styltflugor.
Artens utbredningsområde är Henan (Kina). Inga underarter finns listade i Catalogue of Life.